# Gheorghe Gheorghiu-Dej
Gheorghe Gheorghiu-Dej, ursprungligen Gheorghuiu, född 8 november 1901 i Bârlad, död 19 mars 1965 i Bukarest, var en rumänsk politiker. Han var generalsekreterare i Rumänska kommunistpartiet 1944–1954 och 1955–1965, samt landets regeringschef 1952–1955 och statschef 1961–1965.

## Tidigt liv
Gheorghe Gheorghiu-Dej var son till en fattig arbetare, Tănase Gheorghiu, och hans fru Ana. Gheorghiu-Dej anslöt sig till det Rumänska kommunistpartiet år 1930. Till yrket var han järnvägselektriker. Han arresterades efter att ha varit med och organiserat en strejk 1933 och fängslades samma år. Han avtjänade sitt straff i Doftanafängelset och andra fängelser i Rumänien. År 1936 blev han invald i partiets centralkommitté och blev ledare i fängelsefrågorna i partiet.
Som känd aktivist blev han fängslad i koncentrationslägret i Târgu Jiu under Ion Antonescus fascistiska regim samt under den längre tiden av andra världskriget, men lyckades lämna det i augusti 1944. Han valdes till generalsekreterare i oktober 1945 men kunde inte använda sin makt fram till 1952, då han rensade ut Ana Pauker och den Moskvatrogna fraktionen av partiet. Pauker hade varit inofficiell ledare för partiet sedan slutet av kriget.

## Vid makten

### Under sovjetiska direktiv
Tack vare det sovjetiska inflytandet gynnades Gheorghiu-Dej, som ansågs vara en kraftfull lokal ledare. Under den här tiden skapades så kallade SovRom-företag med syfte att göra dåliga affärer med Sovjetunionen, bland annat genom att Rumänien fick köpa maskiner beslagtagna i östra Tyskland efter kriget och i gengäld sälja råvaror billigt till Sovjet.
Gheorghiu-Dej lyckades piska upp opinionen och vände sig mot höga partiföreträdare i det rumänska kommunistpartiet, som anklagades för att vara "kosmopoliter". Genom att skickligt spela på opinionen kunde Gheorghiu-Dejs partifraktion rensa ut höga partiföreträdare som Ştefan Foriş 1946, Lucreţiu Pătrăşcanu 1948 och Ana Pauker 1952, alla tre rivaler om makten över Rumänien.
Fram till Stalins död 1953 drog sig inte Gheorghiu-Dej för att använda repression för att driva igenom sin politik. Vid bygget av Donau-Svarta havet-kanalen användes tvångsarbetare.

### Personligt styre
Gheorghiu-Dej oroades över Nikita Chrusjtjovs reformer och avstaliniseringen i Sovjetunionen. I slutet av 1950-talet sjösatte han istället en självständig handelspolitik inom ramen för SEV, främst genom att satsa på tung industri, något som gick emot den ansvarsfördelning som Sovjetunionen ansåg vara den bästa för länderna. Stålverket i Galați blev dock en börda för Rumänien eftersom den var beroende av import av järn från Indien och Australien.
Inrikespolitiskt fortsatte Gheorghiu-Dej en stalinistisk politik för att sätta ljuset på de misstag som den politiska ledningen i Sovjetunionen hade gjort. 1954 släpptes många politiska fångar ur fängelset men samtidigt inleddes en våg av nya arresteringar och utrensningar. Många som fängslades då släpptes på nytt 1964. Han använde säkerhetspolisen Securitate för att behålla makten, bland annat efter Ungernrevolten 1956, och den ungerske upprorsledaren Imre Nagy hölls fängslad i Rumänien.
Avståndstagandet från tövädret i Sovjetunionen skedde bland annat genom att SovRom-företagen upplöstes samtidigt som kulturutbytet mellan Sovjet och Rumänien minskade. 1957 lämnade de sista trupperna ur Röda armén landet och på olika sätt uppmuntrade man människor att visa sitt ogillande av Sovjet. Den officiella encyklopedin Rumäniens historia skrev om det rumänska Bessarabien och andra ämnen som kylde ned relationerna till Sovjet. Man lät också publicera tidigare hemliga texter av Karl Marx där denne skrev om ryska försök till infiltration av dåvarande rumänska områden, nu införlivade i Sovjet.
Mot slutet av sin levnad etablerade Gheorghiu-Dej diplomatiska relationer med västvärlden, däribland Förenta staterna. Detta uppmuntrades inte minst av president Lyndon B. Johnson som såg Rumänien som ett vänligt sinnat kommunistland. Närmandet till Förenta staterna var framför allt ett verk av Gheorghiu-Dejs närmsta man, vicepresident Gaston Marin, som lyckades hålla sig kvar efter Gheorghiu-Dejs bortgång ända tills han blev utrensad 1982 av Nicolae Ceaușescu och då emigrerade till Israel.

## Död och arv
Gheorghiu-Dej dog av lungcancer. Vissa hävdar att han hade blivit avsiktligt strålskadad under ett besök i Moskva, något som dock aldrig kunnat bevisas. Han begravdes i ett mausoleum i Frihetsparken i Bukarest. År 1990, efter Ceaușescus fall, grävdes hans kropp upp igen och begravdes på en kyrkogård.
Gheorghiu-Dej var gift med Maria Alexe och tillsammans hade de två döttrar, Vasilica (1928–1987) och Constantina (född 1931).